# Katun (attrazione)
Katun è un inverted coaster che si trova a Mirabilandia, parco divertimenti situato nella località Savio di Ravenna. Katun è l'inverted coaster più lungo d'Europa e fu inaugurato nel 2000. 

## Caratteristiche

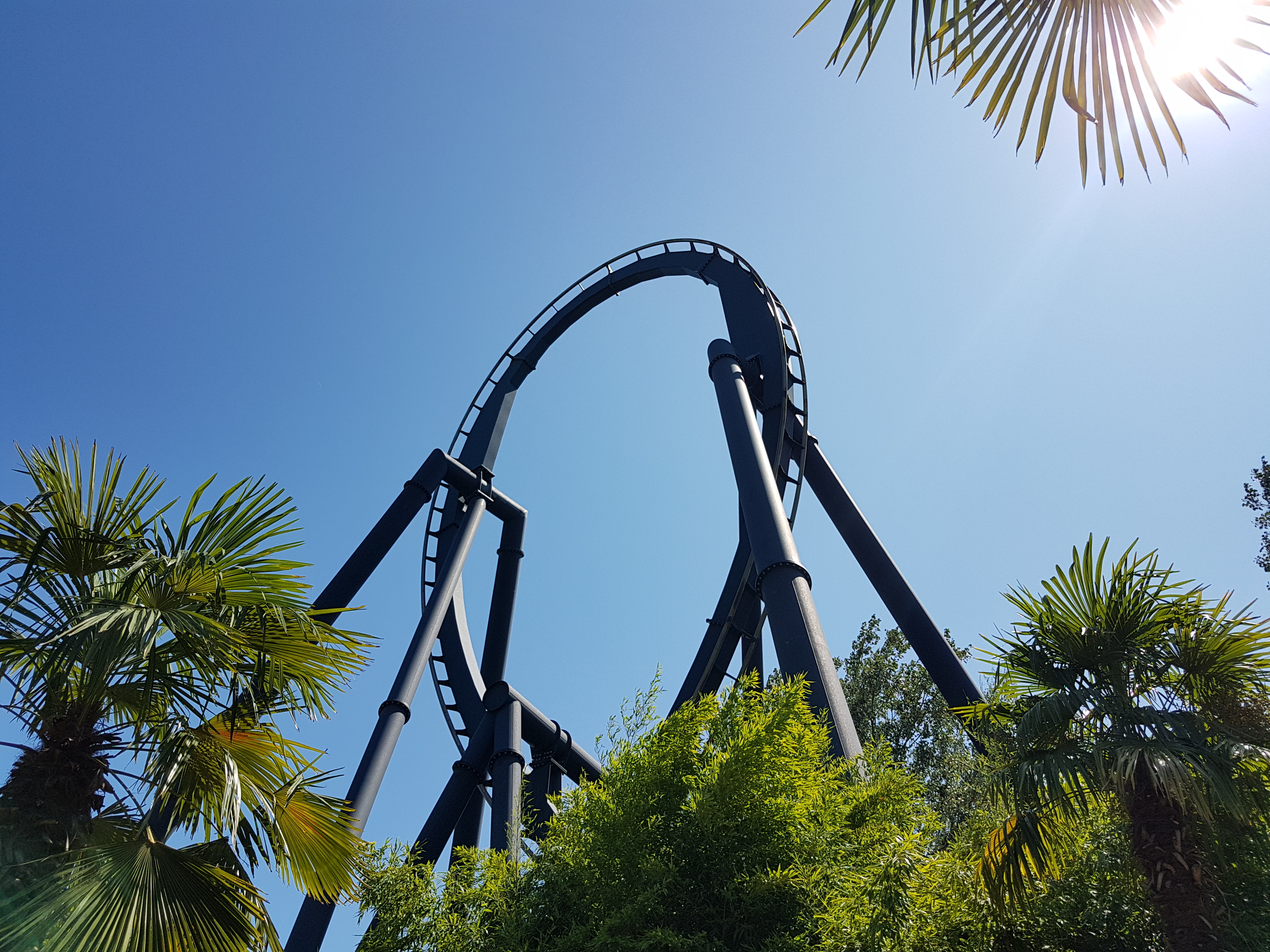
La prima inversione di Katun

La struttura, di colore nero, è un progetto originale della ditta svizzera Bolliger & Mabillard (B&M); è stata dimensionata esclusivamente per Mirabilandia dallo studio tedesco d'ingegneria Ingenieur Büro Stengel e sorge nell'area del parco denominata "Città di Sian Ka'an", a tema della civiltà Maya; il circuito è lungo circa 1,2 km e ciò lo rende la più lunga montagna russa italiana.
La durata di un giro, da quando si abbassano i maniglioni di sicurezza a quando ci si ferma del tutto, è di 2 minuti e 22 secondi. È un'attrazione che appartiene alla categoria "extreme" nel gergo del parco ed è adatta ai visitatori più grandi. Raggiunge, nel suo punto più veloce dopo la prima discesa di 52 metri, i 104 km/h, ed ha 6 inversioni.
Katun è stato più volte ritenuto gemello ma migliore di due tra i più famosi ottovolanti invertiti statunitensi: Raptor, nel parco di Cedar Point, e The Monster, nel parco di Walygator Parc. Nel complesso, Katun viene definito l'inverted coaster numero 1 in Europa.

## Incidenti

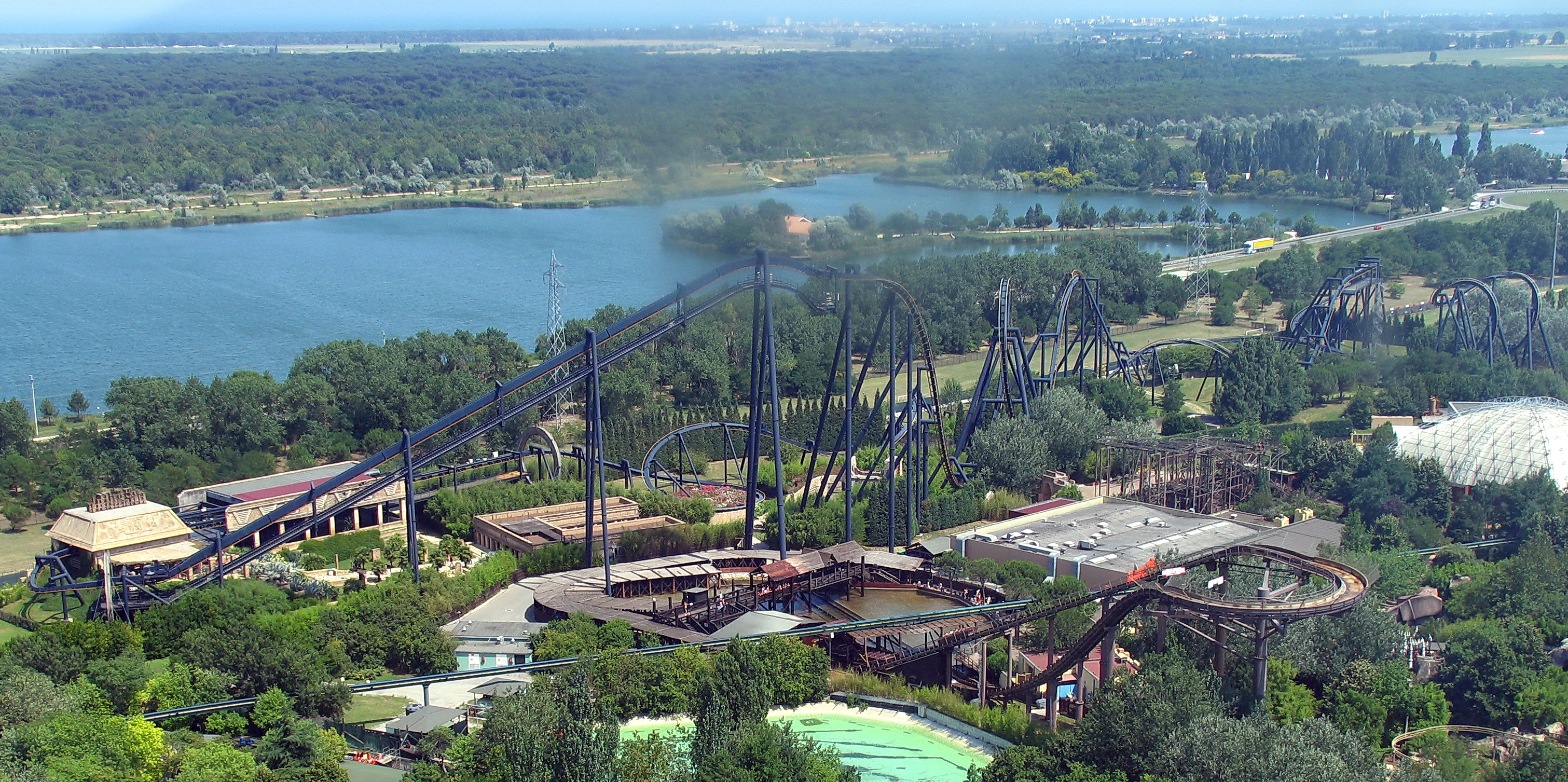
Katun visto da Eurowheel

Il 18 agosto 2007 un trentenne perse la vita travolto dal treno in corsa. Il giovane aveva scavalcato una barriera protettiva, entrando in una zona vietata al pubblico, per tentare di riprendere il proprio berretto, che gli era caduto poco prima durante un giro sull'attrazione. Una ragazza quindicenne che era a bordo dell'attrazione colpì il ragazzo con una gamba, riportandovi fratture multiple e lesioni ai legamenti del ginocchio. La direzione del parco non venne ritenuta responsabile dell'accaduto, in quanto segnali e barriere protettive erano presenti ed erano a norma, e l'attrazione tornò operativa il giorno dopo.